# Đại Manchester
Đại đô thị Manchester (tiếng Anh: Greater Manchester) là một hạt đô thị ở North West England, với dân số 2,6 triệu người. Vùng đô thị này bao gồm một trong các khu vực đô thị lớn nhất ở Vương quốc Anh và bao gồm 10 quận đô thị: Bolton, Bury, Oldham, Rochdale, Stockport, Tameside, Trafford, Wigan, và các thành phố Manchester và Salford. Greater Manchester được lập ngày 1 tháng 4 năm 1974 theo Đạo luật chính quyền địa phương năm 1972.
Greater Manchester có diện tích 493 dặm vuông Anh (1.277 km2). Nó là một khu vực không giáp biển và giáp Cheshire (về phía tây nam và phía nam), Derbyshire (về phía đông nam), West Yorkshire (về phía đông bắc), Lancashire (về phía bắc) và Merseyside (về phía tây). Có các khu vực đô thị mật độ dân số cao, các khu ngoại ô, khu bán nông thôn và nông thôn trong Greater Manchester, nhưng đa số áp đảo là các khu vực đất sử dụng trong vùng là thành thị. Nó có một quận kinh doanh trung tâm, tạo thành bởi trung tâm thành phố Manchester và các khu vực tiếp giáp của Salford và Trafford, nhưng Greater Manchester cũng là một quân đa trung tâm với 10 quận thành thị, mỗi quận có ít nhất một trung tâm đô thị lớn và các ngoại ô xung quanh. Khu vực thành thị Đại Manchester là khu vực thành thị đông dân thứ 3 ở Vương quốc Anh và nằm trong phần lớn lãnh thổ của hạt.